# مؤسسة الأميرة العنود الخيرية
مؤسسة الأميرة العنود بنت عبد العزيز بن مساعد الخيرية، من المؤسسات الخيرية الرائدة في مدينة الرياض.

## سنة التأسيس
تأسست مؤسسة الأميرة العنود بنت عبد العزيز بن مساعد بن جلوي آل سعود الخيرية بموجب الأمر الملكي رقم أ/239 وتاريخ 22 /10/ 1430هـ، وهي زوجة الملك فهد بن عبدالعزيز آل سعود رحمهُ الله، وتألفت من:
- مجلس الأمناء يتكون من أبناء المرحومة الأميرة العنود ومن نسلهم من أكمل ثمانية عشر عاماً واعضاء آخرين يختارهم المجلس، ويكون أحدهم مرشحاً من المفتي العام للمملكة العربية السعودية، ويرأس المجلس أكبر ابنائها وينيب عنه الذي يليه، واعضاء المجلس هم:
- الأمير محمد بن فهد بن عبد العزيز آل سعود
- الأمير خالد بن سعود بن محمد آل سعود
- الأمير سعود بن فهد بن عبد العزيز آل سعود
- الأمير سلطان بن فهد بن عبد العزيز آل سعود
- الأمير عبد العزيز بن فهد بن عبد العزيز آل سعود
- الأمير فيصل بن تركي بن عبد الله بن محمد بن عبد الرحمن آل سعود
- الأمير نواف بن فيصل بن فهد بن عبد العزيز آل سعود
- الأمير تركي بن محمد بن فهد بن عبد العزيز آل سعود
- الأمير عبد العزيز بن سعود بن فهد بن عبد العزيز آل سعود
- الشيخ صالح بن عبد العزيز بن محمد آل الشيخ
- الشيخ محمد بن حسن بن عبد الرحمن آل الشيخ
- الدكتور عبد المحسن بن سعد الرويشد
- الدكتور ناصر بن إبراهيم الرشيد
- الأستاذ فهد بن محمد العذل
- الدكتور يوسف بن عثمان بن محمد الخزيم - سكرتيراً وأميناً عاماً
- المجلس النسائي يتكون من بنات الأميرة العنود وبنات أولادها ومن نسلهم من الأناث من أكملت ثمانية عشر عاماً وعضوات أخريات تختارهن رئيسة المجلس، وترأس المجلس أكبر بناتها أو حفيداتها وتنوب عنها التي تليها سناً، ويقوم المجلس بالدراسات وإبداء الرأي وتقديم النصح، ويترأس عضوية المجلس النسائي الأميرة لطيفة بنت فهد بن عبد العزيز آل سعود وعضوية:
- الأميرة منيرة بنت سلطان بن عبد العزيز آل سعود
- الأميرة جواهر بنت نايف بن عبد العزيز آل سعود
- الأميرة مضاوي بنت مساعد بن عبد العزيز آل سعود
- الأميرة الجوهرة بنت فيصل بن تركي آل سعود
- الأميرة نورة بنت عبد العزيز بن مساعد بن جلوي آل سعود
- الأميرة هيفاء بنت فيصل بن فهد بن عبد العزيز آل سعود
- الأميرة شاهيناز بنت فيصل بن فهد بن عبد العزيز آل سعود
- الأميرة نسرين بنت فيصل بن فهد بن عبد العزيز آل سعود
- الأميرة نوف بنت محمد بن فهد بن عبد العزيز آل سعود
- الأميرة نورة بنت محمد بن فهد بن عبد العزيز آل سعود.
- الأمانة العامة تعتبر الجهاز التنفيذي لأهداف المؤسسة، وتتكون من مكتب الأمين العام والمراجع الخارجي ومركز المعلومات والعلاقات العامة كأجهزة مساعدة، أما عن الإدارات التنفيذية وتشمل ثلاثة إدارات رئيسية:
- إدارة الاستثمار العقاري تهتم بتشغيل وإدارة أوقاف وإستثمارات المؤسسة التي تدر ريعاً لتغطية الموازنة التخطيطية السنوية
- إدارة الشؤون الخيرية بشقيها العام والنسائي تقوم بمهمة إنفاق الريع حسب الموازنة لتحقيق أهداف المؤسسة
- إدارة الشؤون المالية والإدارية تقوم بعمليات المؤسسة.[1]

## إنجازات المؤسسة
- استثمارات وأوقاف المؤسسة
- عمارة المساجد
- دعم حلقات تحفيظ القرآن الكريم
- مركز الأميرة العنود بنت عبد العزيز بن مساعد بن جلوي آل سعود لتحفيظ القرآن الكريم والخدمة الاجتماعية
- دعم الأنشطة الدعوية والدورات العلمية
- طباعة الكتب الشرعية وإهدائها
- برنامج إفطار الصائمين في شهر رمضان
- حفر الآبار وإيصال المياه للمناطق المحتاجة
- علاج الحالات الطبية المستعصية
- رعاية الأيتام والعناية بهم
- رعاية أسر السجناء ومساعدة أصحاب الحقوق الخاصة
- مركز الأميرة العنود بنت عبد العزيز بن مساعد بن جلوي آل سعود لشؤون المعاقات
- دعم مراكز أبحاث الأعاقة
- دعم مشاريع الإسكان الخيري

## منتجات العنود للاستثمار
- الأبراج المكتبية مثل: برج الأميرة العنود أحد الاستثمارات العقارية لمؤسسة الأميرة العنود بنت عبد العزيز بن مساعد بن جلوي الخيرية وتقوم بإدارته مؤسسة العنود للاستثمار، ومبنى برج الأميرة العنود الذي يتكون من 25 دور بارتفاع قدرهُ مائه وواحد وعشرون متراً عن منسوب الشوارع المحيطة بالمبنى، ومبنى برج العنود الثالث الذي يقع في الشريط الذهبي بمدينة الرياض بمساحة إجمالية 2354متراً مربعاً ويتكون من مجمع سكني مكون من عشرة أدوار تضم 66 شقة سكنية مفروشة ودورين كمواقف بدروم ونادي صحي ومنطقة ألعاب.
- الأسواق التجارية للمؤسسة مشاركة في مجمع العثيم التجاري في الربوة.
- الأراضي السكنية من أبرزها ضاحية العنود شمال الرياض.
- المحلات التجارية كعمارة شارع التحلية
- الفنادق مثل فندق العنود نوفتيل
- صناديق الاستثمار كمصرف الراجحي صندوق المتاجرة بالبضائع
- المشاركات (شركات مساهمة تحت التأسيس) مثل الشركة الوطنية للإنتاج الثلاثي للطاقة.[2]

## انظر ايضاً
- برج العنود
- مؤسسة الملك فيصل الخيرية
- مؤسسة الملك خالد الخيرية
- مؤسسة محمد بن سلمان بن عبد العزيز الخيرية

## وصلات خارجية
- مؤسسة العنود الخيرية تدعم البرامج المجتمعية لمرضى الإدمان والنفسية.